# Kalifornien (historische Landschaft)
Kalifornien (spanisch California) bezeichnet ursprünglich eine Landschaft in Nordamerika, die den nordwestlichen Teil der spanischen Kolonialbesitzungen in Amerika, der Mexiko nach dessen Unabhängigkeit zufiel, umfasste. Der Nordteil dieser Landschaft hat seinen Schwerpunkt im heutigen US-Bundesstaat Kalifornien im Westen der USA, dessen Ostgrenze erst seit 1850 genau definiert ist. Er hieß bis Mitte des 19. Jahrhunderts Oberkalifornien (spanisch Alta California, engl. Upper California). Der Südteil der historischen Landschaft ist die Halbinsel Niederkalifornien (span. Baja California, engl. Lower California) und entspricht heute den mexikanischen Bundesstaaten Baja California und Baja California Sur.

## Geschichte und Entwicklung

### Vorgeschichte

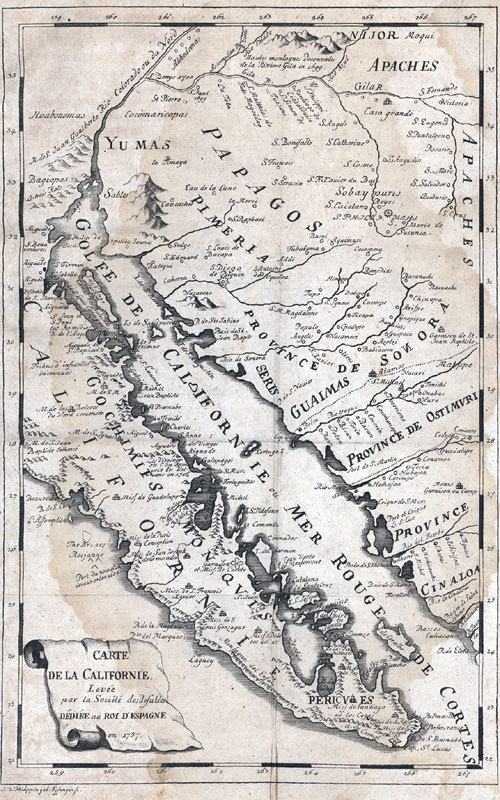
Karte von 1766

Erste Spuren menschlicher Besiedlung fanden sich bereits in paläoindianischer Zeit um 9000 bis 10.000 v. Chr. auf den heutigen Kanalinseln. Bereits vor 8000 v. Chr. jagten kleine Gruppen Wild, Bergschafe und Vögel und fischten. Hinzu kam das Sammeln von Eicheln und Wildgräsern. Ackerbau und Korbflechterei wurden von einigen Gruppen weit entwickelt.

### Entdeckungsreisen
Die ersten europäischen Entdecker segelten vom frühen 16. Jahrhundert an vor der Küste Kaliforniens. Ihre Schiffe fuhren unter den Flaggen Spaniens und Englands. Die bedeutendste Kolonialmacht, Spanien, fokussierte sich auf ihre Gebiete in Mexiko, Peru und auf den Philippinen. Doch waren die Spanier bestrebt, ihre Macht um die Küstenlinien des ganzen Pazifiks auszudehnen, wodurch ihr Augenmerk auch auf Kalifornien gelenkt wurde. Dabei spielte die Sicherung der Manila-Galeonen, also des Handelsverkehrs zwischen den südostasiatischen und den amerikanischen Besitzungen Spaniens, eine bedeutende Rolle. Allerdings erschien den Entdeckern das Gebiet nur als hügliges Grasland, das für die Kolonisierung unattraktiv war. Sie konnten nicht ahnen, dass die Goldvorkommen in Kalifornien ihre Vorstellung vom Eldorado wohl weit übertroffen hätte. Erst im 18. Jahrhundert setzte die spanische Kolonisierung ein, und Anfang des 19. Jahrhunderts gründeten russische Fellhändler den Stützpunkt Fort Ross.

#### Hernán Cortés

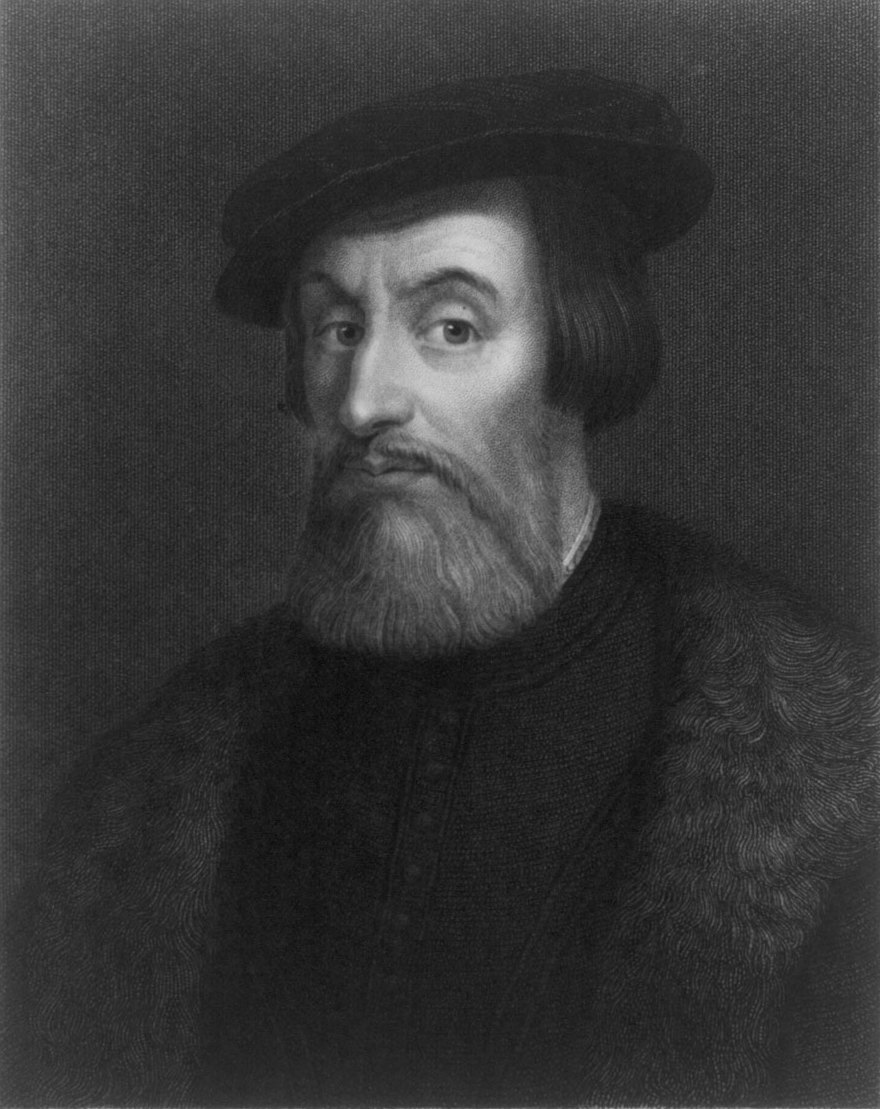
Hernán Cortés

Etwa um 1530 wurde dem damaligen Präsidenten der Audiencia von Neuspanien, Nuño Beltrán de Guzmán, von einem Sklaven von den Sieben Städten berichtet, deren Straßen mit Gold und Silber gepflastert seien. Etwa um die gleiche Zeit hörte Hernán Cortéz Berichte über ein wundervolles Land im Nordwesten, das von Amazonen bevölkert sei und wo es Gold, Perlen und Edelsteine im Überfluss gebe.
Im Jahre 1533 entdeckte Cortéz eine Bucht, vermutlich jene von La Paz, vor der er durch Schwierigkeiten zur Rückkehr gezwungen wurde. Er unternahm 1534 und 1535 weitere Expeditionen, ohne jedoch das gesuchte Land zu finden. Schließlich beanspruchte er die Isla de Santa Cruz (heute Baja California) für Spanien und gründete eine Stadt, die später den Namen La Paz bekommen sollte. Noch lange Zeit hielt man Kalifornien für eine dem amerikanischen Kontinent vorgelagerte Insel (Insel Kalifornien).

#### Francisco de Ulloa

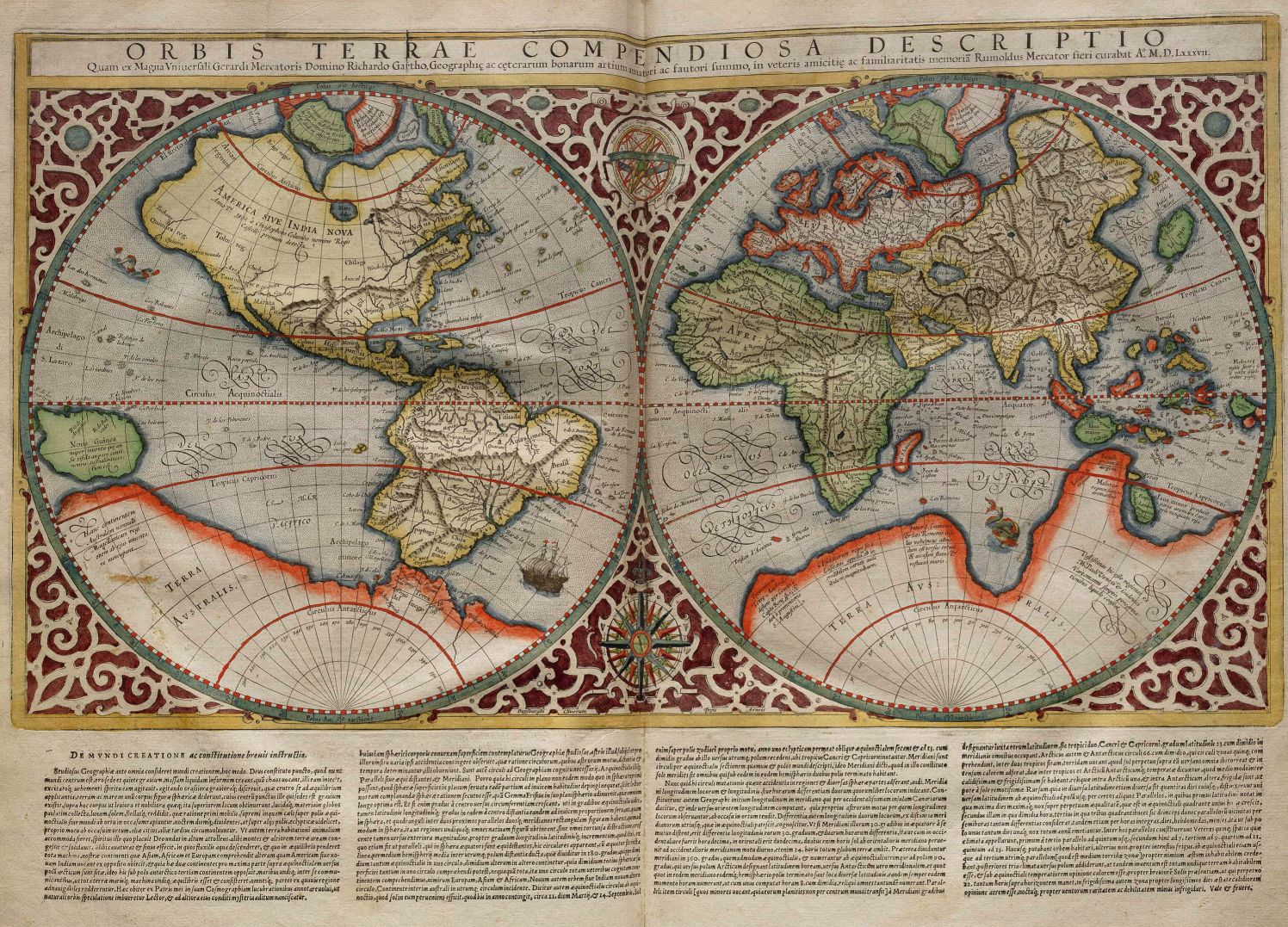
Merkatorkarte von 1587, auf der Kalifornien korrekt als Halbinsel dargestellt ist.

Im Juli 1539 sandte Cortéz, von neuerlichen sagenhaften Geschichten getrieben, Francisco de Ulloa mit drei kleinen Schiffen aus. Der erreichte die Mündung des Colorado River und umsegelte die Halbinsel bis nach Cedros. Die Straße von Anián, die de Ulloa ebenfalls zu finden hoffte, fand er jedoch nicht, ganz im Gegenteil fand er Hinweise darauf, dass Kalifornien nur eine Halbinsel bildete.

#### Juan Rodríguez Cabrillo

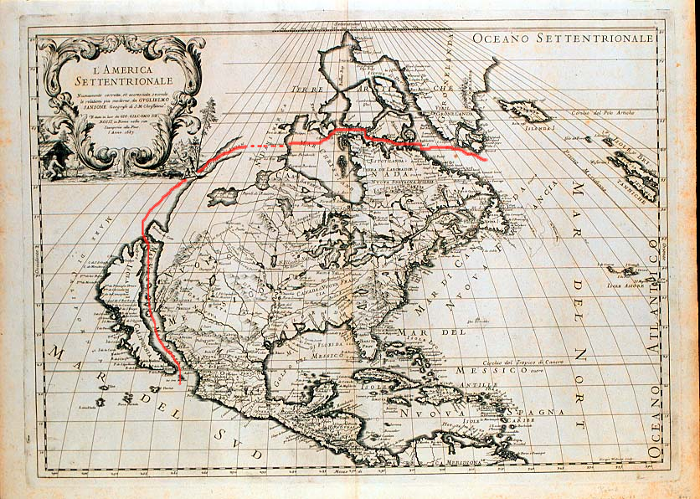
Vermutete Lage der Straße von Anián, Rom 1687

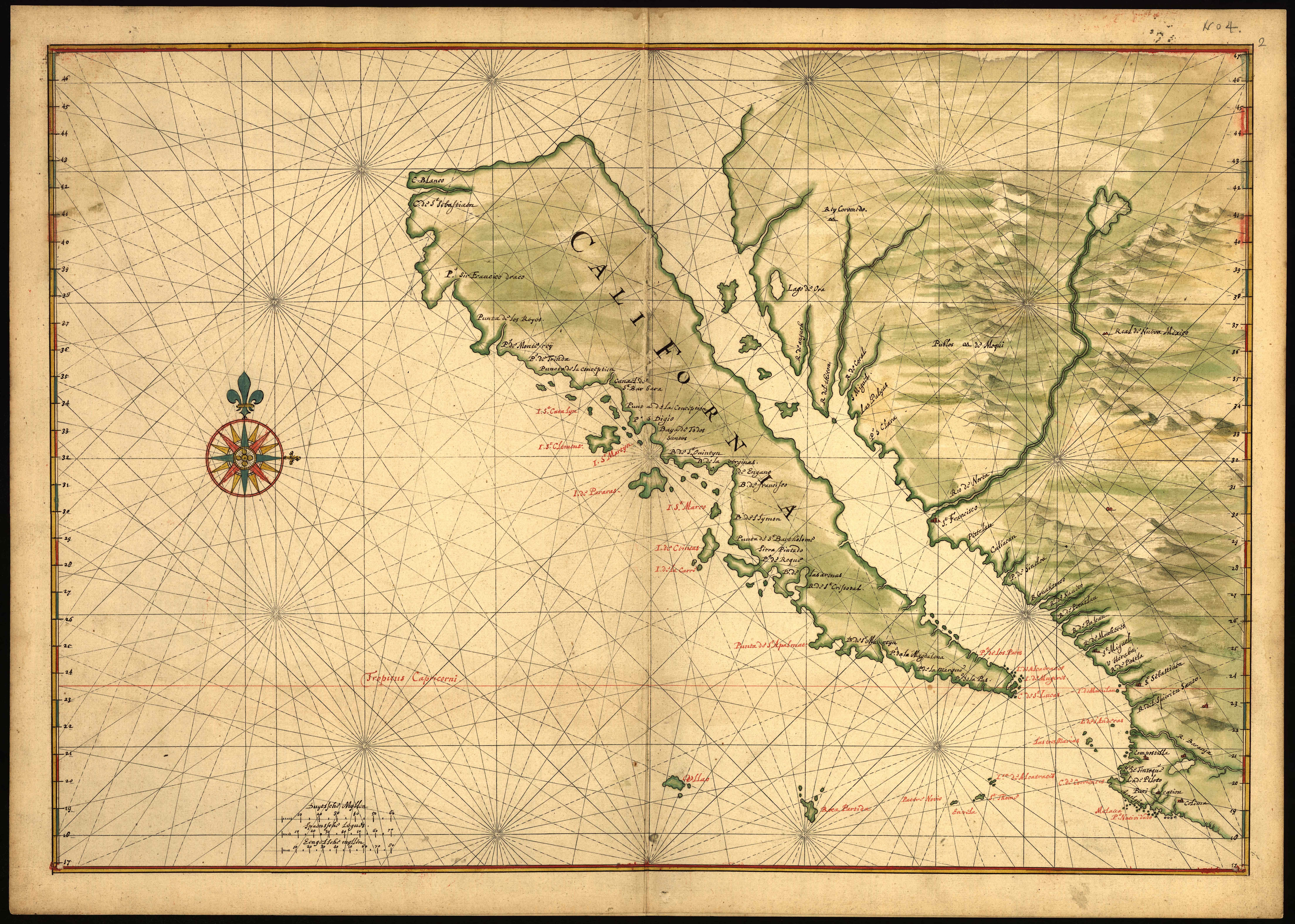
Die Halbinsel von Kalifornien erscheint auf dieser Karte von 1650 noch als Insel.

Der erste Europäer, der die kalifornische Küste bereiste, war Juan Rodríguez Cabrillo, ein spanischer Kapitän, der für die spanische Krone in See gestochen war. Er war von der Westküste Mexikos aus aufgebrochen und am 28. September 1542 in der Bucht von San Diego an Land gegangen und hatte die „Insel“ Kalifornien für Spanien in Besitz genommen.
Beim Versuch die Reise weiter nach Norden fortzusetzen, um den Landweg nach Asien zu finden, verunglückte Cabrillo und kam ums Leben. Kommandant an seiner Stelle wurde Bartolomé Ferrelo, der etwa bis zur Mündung des Rogue River im südlichen Oregon kam. Für die indigene Bevölkerung bedeutete die Expedition Cabrillos möglicherweise einen starken Einbruch der Bevölkerungszahlen durch eingeschleppte Pocken.

#### Sir Francis Drake
Am 7. Juni 1579 entdeckte der englische Entdecker Sir Francis Drake einen Hafenplatz, der ihm sehr geeignet zum Ankern erschien. Er nannte die Stelle Nova Albion. Wo dieser Hafen gelegen hat, ist heute nicht mehr bekannt. Eine 1936 gefundene Steinplatte, die von dieser Landung berichtete, entpuppte sich als eine Fälschung. Dennoch nannten fortan alle englischen Karten das Gebiet nördlich von Baja California, New Granada und New Mexico „Nova Albion“.

#### Sebastián Vizcaíno
Weitere Entdecker, wie Pedro de Unamuno (1587) und Sebastian Rodriquez Cermeno (1595) erkundeten die Küste. Im Jahr 1602 umfuhr der Spanier Sebastián Vizcaíno die kalifornische Küstenlinie bis zur Bucht von Monterey, wo er an Land ging. Er reiste der Küste entlang nach Süden und erreichte vermutlich Carmel. Bedeutung für die Geschichte des Staates erlangte er durch seine Reiseberichte, die insbesondere das Gebiet um Monterey als für eine Besiedlung sehr geeignet darstellten, aber auch durch seine detaillierten Landkarten von den Küstengebieten, die fast zweihundert Jahren verwendet wurden.

### Spanische Kolonisierung

Kalifornisches Wappen unter den Spaniern

Die Besiedlung Kaliforniens wurde schließlich erst Ende des 17. Jahrhunderts vom spanischen König beschlossen und den Jesuiten anvertraut, die unter der Bedingung der Anerkennung der königlichen Autorität auf dem kalifornischen Territorium auch alle weltliche Autorität innehatten, insbesondere die Oberhoheit über die sie begleitenden spanischen Truppen.
Durch die Missionierung wurde die Halbinsel Baja California von den Jesuiten kolonisiert. Die erste Mission und Siedlung, die Bestand hatte, wurde von ihnen 1697 im Zentrum Niederkaliforniens errichtet (Loreto). Die Missionssiedlung wurde zur „Hauptstadt“ Kaliforniens ausgebaut, und es folgten weitere Missionsgründungen in Niederkalifornien. Dabei ist Eusebio Francisco Kino besonders hervorzuheben.
Das spätere Alta California (Oberkalifornien) rückte 1769 mit der ersten Gründung einer Mission im heutigen San Diego (de Alcalá) in den Mittelpunkt der spanischen Kolonialpolitik.
Im Jahre 1774 zog Capitano Juan Bautista de Anza von Tucson, Arizona, über den Colorado River bei Yuma und weiter zum Pazifischen Ozean. Entlang der Küste stieß er bis zur Bucht von San Francisco vor und gründete dort den Militärstützpunkt Presidio San Francisco. Seine Begleiter vom Orden der Franziskaner, die nach dem Jesuitenverbot die Missionierung übernommen hatten, gründeten die benachbarte Mission San Francisco de Asís. Für die mitgereisten Bauern wurde die Siedlung Pueblo de San José errichtet. In den folgenden Jahren wurden drei Militärstützpunkte in Monterey, Santa Barbara und San Diego gegründet, von denen aus die Provinz in der Folge verwaltet wurde. Ihnen war zunächst jeweils eine Missionsstation und ein Pueblo zugeordnet. In den folgenden Jahren entstanden weitere Missionen und Pueblos, insgesamt errichteten die Spanier 21 Missionen in California. Sie alle waren durch El Camino Real, die königliche Straße, verbunden, die sich entlang der Küste zog.
1781 zerstörten Indianer vom Volk der Yuma die Mission San Pedro y San Pablo de Bicuñer in Arizona und unterbrachen damit die Straßenverbindung zwischen Mexiko und Kalifornien. Die Verbindung wurde zu spanischen Zeiten nie wiederhergestellt, seitdem war die Provinz nur noch auf dem Seeweg erreichbar. Auf Grund der vorherrschenden Windrichtungen dauerte die Fahrt von Mexiko nach San Diego oder weiter nördlich oft drei Monate, weshalb die Anbindung der Provinz an das Vizekönigreich Neuspanien nur locker war.
Im Jahr 1804 wurde Kalifornien in zwei administrative Gebiete, das nördliche Ober- und das südliche Niederkalifornien, geteilt. Im Mexikanischen Unabhängigkeitskrieg von 1810 bis 1821 erreichten die Mexikaner die Unabhängigkeit von Spanien, allerdings zu einem sehr hohen Preis.

### Abspaltung von Oberkalifornien
Im Mexikanisch-Amerikanischen Krieg wurde der Nordteil 1846 von den USA besetzt und dann 1848 mit dem Vertrag von Guadalupe Hidalgo den USA überlassen; bis 1857 gab es Annexionsabsichten für den Südteil. Bald danach wurde der bei Mexiko verbliebene Teil in die noch heute bestehenden Gebiete Baja California und Baja California Sur geteilt.
Nach der Trennung entwickelten sich das US-amerikanische Oberkalifornien und das mexikanische Niederkalifornien unabhängig voneinander. Oberkalifornien sah unter anderem durch den Goldrausch eine wahre Bevölkerungsexplosion, während der Süden ebenso wie das im Osten benachbarte Sonora weiterhin eine dünn besiedelte Randzone Mexikos darstellten. So kam es, dass der Norden allmählich auf das „Ober-“ verzichtete und alleine den Namen „Kalifornien“ trägt. Auch im Spanischen bezeichnet heutzutage „California“ in erster Linie den US-Bundesstaat, nicht die historische Landschaft.
Während der Mexikanischen Revolution war Baja California Operationsgebiet des Partido Liberal Mexicano (PLM). Die kurzfristige Eroberung Baja Californias durch den PLM löste zunächst neue Spekulationen über eine Annexion durch die Vereinigten Staaten aus. Gouverneur Esteban Cantú nutzte die Wirren der folgenden Jahre schließlich dazu, sich eine von der schwachen mexikanischen Zentralregierung völlig unabhängige Machtstellung aufzubauen, die er von 1915 bis 1920 beibehalten konnte. Mit dem Wiedererstarken der Zentralgewalt in Mexiko kam auch das Ende der De-facto-Unabhängigkeit Baja Californias. Nachdem alle Versuche gescheitert waren, Cantú zum freiwilligen Machtverzicht zu bewegen, setzte die mexikanische Bundesregierung eine Expeditionsstreitmacht zur Rückeroberung Baja Californias in Bewegung. Angesichts der für ihn aussichtslosen militärischen Lage gab Cantú schließlich auf und begab sich im August 1920 ins US-amerikanische Exil.

### Gegenwart
Die ungleiche Bevölkerungsentwicklung der beiden kalifornischen Bundesstaaten hält praktisch bis zum heutigen Tage an. Der US-Bundesstaat wächst unaufhörlich in seiner Bevölkerung. Dagegen ist Niederkalifornien bis auf die direkt an (Ober-)Kalifornien grenzenden Randbezirke mit den Millionenstädten Tijuana und Mexicali eine der am dünnsten besiedelten Regionen Mexikos, die erst in jüngster Zeit (auch durch Hollywoodfilme, zum Beispiel die Schlussszene in Terminator 1) durch den Tourismus eine Art Boom erlebt. Besonders die Südspitze mit Cabo San Lucas und San José del Cabo hat sich in den letzten Jahren zu einem sehr beliebten Ferienziel für US-Amerikaner und Kanadier entwickelt.
Dennoch teilen beide Kalifornien die größtenteils wüstenähnliche Landschaft mit hohen Gebirgen in unmittelbarer Küstennähe. Im menschenleeren Niederkalifornien kann man sich ein Bild machen, wie die heute praktisch vollkommen besiedelte Küstenlandschaft Kaliforniens vor 200 Jahren ausgesehen haben muss.

## Politik
Während der Zeit der spanischen und der mexikanischen Herrschaft über Kalifornien war ein Gouverneur mit der politischen Führung des Landes betraut. Bis 1822 waren alle Gouverneure beider Kalifornien („Las Californias“) und danach von Alta California Spanier. 1822 wurde mit Luis Antonio Argüello erstmals ein in Amerika geborener Mann Gouverneur in Kalifornien.